# White Roses
White Roses è un cortometraggio del 1910 diretto da Frank Powell e (non confermato) da David W. Griffith. Il film era interpretato da Mary Pickford.

## Produzione
Il film fu prodotto dalla Biograph Company.

## Distribuzione
Il film fu distribuito (secondo IMDB) dalla General Film Company; secondo Silent Era, direttamente dalla Biograph Company. Uscì nelle sale statunitensi il 22 dicembre 1910: veniva presentato in sala in split reel insieme al cortometraggio The Recreation of an Heiress, diretto da Frank Powell.

### Data di uscita
- data di uscita.